# Oeno
Oeno (englisch Oeno Island, alter Name: Martha Island oder Martha’s Island) ist ein Atoll im südöstlichen Pazifischen Ozean bei 23° 55′ Süd und 130° 44′ West. Das unbewohnte Atoll liegt im äußersten Westen des Pitcairn-Archipels, rund 140 Kilometer nordnordwestlich der Hauptinsel Pitcairn.

## Geographie

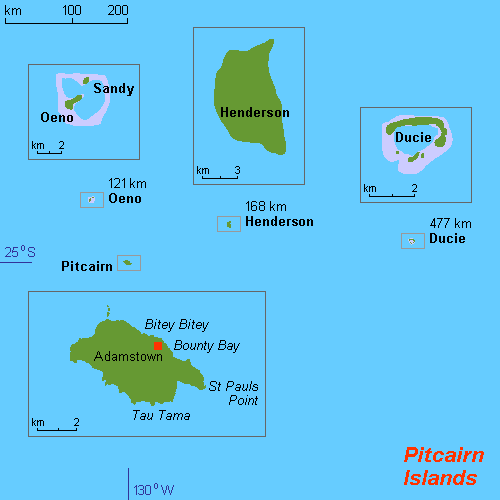
Lage von Oeno innerhalb der Pitcairninseln

Inmitten eines nahezu kreisrunden Korallenriffes liegt die etwa 1,5 mal 0,5 Kilometer große Hauptinsel Oeno in einer flachen, nicht mehr als fünf Meter tiefen Lagune. Von den zahlreichen Rifffelsen und Sandbänken, mit denen die Lagune gesprenkelt ist, ragt nur noch das kleine Sandy Island als niedriger Sandhügel über die Meeresoberfläche hinaus. Die Lagune hat lediglich zwei seichte und schmale Strömungskanäle zum offenen Meer. Die Gesamtfläche des Atolls beträgt 16 Quadratkilometer, die Landfläche liegt bei 0,65 Quadratkilometern.

## Flora
Die Flora von Oeno ist, obwohl reicher als auf der zum selben Archipel gehörenden Insel Ducie, relativ artenarm. Dominierend ist das Samtblatt (Heliotropium arboreum; Synonyme: Argusia argentea und Tournefortia argentea). Es bildet in den inneren Bereichen der Insel lichte Wälder mit sieben bis neun Meter hohen Büschen. Der Wald ist durchsetzt mit Pandanus tectorius, der Boden wird bedeckt von Boerhavia tetrandra, Lepidium bidentatum, Hedyotis romanzoffiensis, Achyranthes velutina, Lepturus repens, Phymatosorus scolopendria, Cassytha filiformis und Scaevola sericea. Eingerahmt wird der Wald von niedrig wachsenden Suriana maritima-Büschen. An der Südwestspitze der Insel findet sich eine dichte Ansammlung von Pisonia grandis, durchsetzt mit Asplenium nidus und der womöglich von Polynesiern hier eingeführten Menschenfressertomate (Solanum viride). Hier befand sich auch der Standort von Bidens hendersonensis in der Variante oenoensis. Ein Neufund der Expedition von 1991 war Triumfetta procumbens. Weitere auf Oeno anzutreffende Arten wie beispielsweise die Kokospalme wurden vermutlich von den Pitcairnern angepflanzt.
Der auf den Untersuchungen der Sir Peter Scott Commemorative Expedition in den Jahren 1991–92 und auf früheren Studien basierende Aufsatz von Jaques Florence et al. erwähnt lediglich 16 einheimische Arten, von denen zwei (Asiatische Hakenlilie und Brauner Senf) im Jahr 1991 nicht mehr angetroffen wurden. Auch der einzige für Oeno bekannte Endemit, Bidens hendersonensis var. oenoensis aus der Gattung der Zweizähne, konnte 1991 trotz sorgfältiger Suche nicht wieder aufgefunden werden und ist inzwischen möglicherweise ausgestorben.

## Fauna

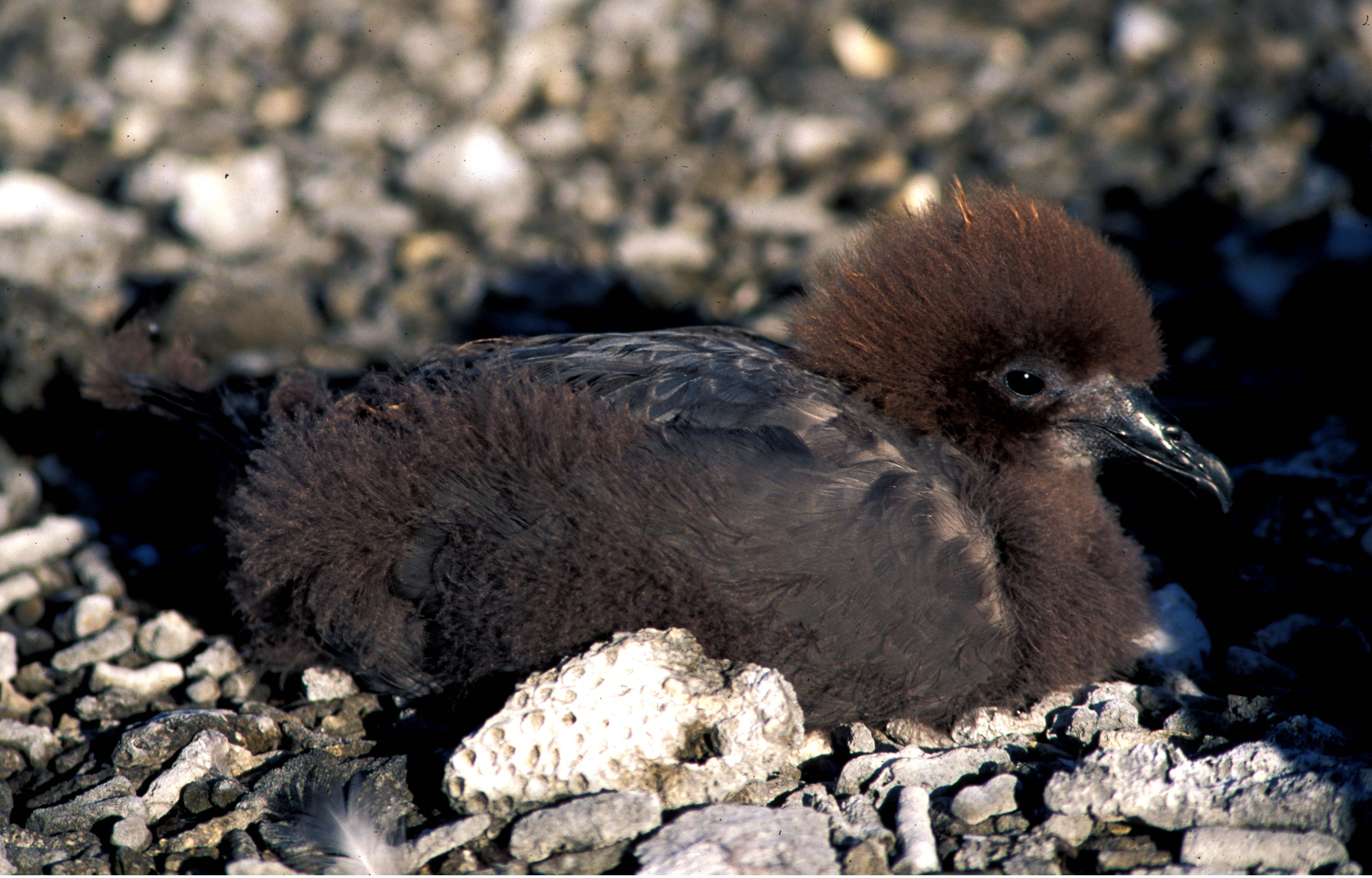
Murphysturmvogel

### Vögel
Oeno ist – wie Henderson und Ducie – ein wichtiges Rückzugs- und Brutgebiet für zahlreiche Meeresvögel wie beispielsweise Murphysturmvogel (Pterodroma ultima), Rotschwanz-Tropikvogel (Phaethon rubricauda), Feenseeschwalbe (Gygis alba), Rotfuß- und Maskentölpel (Sula sula und dactylatra) oder Noddi (Anous stolidus). Der von der IUCN als gefährdet eingestufte Borstenbrachvogel (Numenius tahitiensis) überwintert hier. Auf der Insel gibt es eine bedeutende Kolonie von Bindenfregattvögeln (Fregata minor). Die Vögel nisten in niedrigen Argusia-Büschen im Inselinnern. Manche Pitcairner nehmen bei ihren gelegentlichen Besuchen Fregattvogelküken mit und ziehen sie handzahm auf. Fregattvögel brüten nicht auf der Insel Pitcairn.

### Landfauna
Die Landfauna ist, wie bei anderen Koralleninseln, sehr artenarm und beschränkt sich auf wenige Spezies von Schnecken, Insekten und Eidechsen.

### Meeresfauna
Die reichhaltigsten maritimen Lebensgemeinschaften gibt es an der Außenseite des Saumriffes. Bemerkenswert ist die Vielzahl von Mörder- oder Riesenmuscheln (Tridacna maxima). Die Lagune ist überwiegend mit Sandboden bedeckt und daher vergleichsweise artenarm. Lebensgemeinschaften haben sich insbesondere unter den überhängenden Rifffelsen, die in der gesamten Lagune verteilt sind, angesiedelt.

## Geschichte
Bisher wurden keine Hinweise auf eine dauerhafte polynesische Besiedlung auf Oeno gefunden. Sie dürfte wegen der geringen Größe und der Artenarmut der Insel unwahrscheinlich sein. Zumindest die zeitweilige Anwesenheit früher polynesischer Besucher ist jedoch belegt. 1858 fanden die Schiffbrüchigen der Wild Wave die Steinklinge einer Dechsel aus Basalt, die von der 440 km entfernten Insel Mangareva stammt. Der Fund – heute im Bernice P. Bishop Museum in Honolulu – bestätigt die frühen Kontakte zwischen Pitcairn und den Gambierinseln.
Als erster Europäer sichtete wahrscheinlich Kapitän James Henderson, der im Auftrag der British East India Company mit dem Handelsschiff Hercules die Südsee befuhr, im Januar 1819 die Insel, versäumte aber offenbar, ihr einen Namen zu geben. Ralph Bond, Kapitän der Brigg Martha, besuchte die Insel 1822 oder 1823 und nannte sie im Glauben, ihr Erstentdecker zu sein, nach seinem Schiff „Martha Island“. Ihren heutigen Namen erhielt die Insel vom amerikanischen Kapitän George B. Worth, der sie im Dezember 1823 oder Januar 1824 aufsuchte und nach seinem Schiff, dem Walfänger Oeno, benannte.
Am 23. Dezember 1825 erreichte Frederick William Beechey mit der HMS Blossom Oeno. Leutnant Belcher, ein Fähnrich und einige Matrosen ruderten mit einem Beiboot um die Insel, um Lotungen für eine Kartierung vorzunehmen. Als sie eine Landung versuchten, schlug das Boot in der heftigen Brandung um. Die Seeleute retteten sich auf das Riff, doch ein Schiffsjunge ertrank. Mit einem Floß und einer zum Ufer gespannten Leine konnten die Überlebenden geborgen werden. Beechey verzichtete auf einen weiteren Landungsversuch und segelte davon.
Zahlreiche Segelschiffe wurden Opfer des scharfkantigen Korallenriffs, darunter der Dreimaster Khandeish aus Liverpool am 25. September 1875. Das Schiff unter dem Kommando von Kapitän Skelly havarierte um 22.00 Uhr, die Mannschaftsmitglieder konnten sich aber vollzählig in zwei Beiboote retten und nach Pitcairn segeln. Sie kamen am 28. September sicher dort an und blieben 51 Tage als Gäste der Insulaner, bis sie von der Ennerdale nach San Francisco gebracht wurden.
Weitere Havaristen waren die amerikanische Bark Oregon am 23. August 1883 und das mit Weizen beladene britische Handelsschiff Bowdon am 26. April 1893.
Die dramatischste Geschichte ist die des amerikanischen Klippers Wild Wave unter Kapitän Josiah Knowles, der 1858 auf Oeno strandete. Das Segelschiff befand sich auf der Fahrt von San Francisco über Valparaíso zur amerikanischen Ostküste. An Bord hatte Kapitän Knowles unter anderem 18.000 US-Dollar in Gold sowie die sterblichen Überreste seines 1852 verstorbenen und zunächst in San Francisco bestatteten Bruders Thomas Knowles, die nach Orleans auf der Halbinsel Cape Cod überführt und dort beerdigt werden sollten. Am 5. März 1858, kurz nach Mitternacht, kollidierte der Klipper mit dem Korallenriff von Oeno und lief innerhalb weniger Minuten voll Wasser. Die 30 Mannschaftsmitglieder und 10 Passagiere konnten sich mit einigen lebensnotwendigen Dingen auf die Insel retten. Auch die Leiche von Thomas Knowles brachte man dorthin und begrub sie. Als die Schiffbrüchigen feststellten, dass sie auf einem unbewohnten Eiland abseits jeglicher Schifffahrtslinien gestrandet waren, segelte Kapitän Knowles mit sechs Besatzungsmitgliedern in einem kleinen offenen Beiboot nach Pitcairn. Dort mussten sie feststellen, dass die Insel entvölkert war; die Einwohner waren zwei Jahre zuvor auf die Norfolkinsel umgesiedelt worden. Da das Boot der Schiffbrüchigen wenige Tage nach der Landung auf Pitcairn von der Brandung zerschmettert worden war, bauten sie aus vorhandenem Material ein neues Boot und brannten einige der verlassenen Hütten nieder, um Beschlagteile und Nägel zu erhalten. Das Segel flickten sie aus zurückgelassenen Stoffteilen zusammen. Am 23. Juli verließ Kapitän Knowles mit drei Männern Pitcairn, die anderen blieben zurück. Das Boot erreichte am 4. August die über 2000 Kilometer entfernte, zu den Marquesas gehörende Insel Nuku Hiva. Dort erhielt seine Besatzung Hilfe von der zufällig anwesenden Sloop USS Vandalia, die die restlichen Schiffbrüchigen auf Pitcairn und Oeno (einer war inzwischen gestorben) aufnahm. Ein Grabstein, den Josiah Knowles für seinen Bruder bei einem erneuten Besuch auf der Insel aufstellte, ist heute noch zu sehen. Der Leichnam wurde nochmals exhumiert und schließlich nach Orleans überführt.
Auf Weisung von Robert Teesdale Simons, dem britischen Konsul von Tahiti und Deputy Commissioner für den Westpazifik von 1894 bis 1908, segelte der Kutter Pitcairn der Adventisten unter dem Kommando von Kapitän G. F. Jones von der Insel Pitcairn nach Oeno, Henderson und Ducie. Am 10. Juli 1902 hinterließ die Besatzung auf Oeno eine Plakette, mit der Aufschrift: „Diese Insel ist eine Kolonie von Pitcairn und Eigentum der britischen Regierung.“
Der britische Anspruch auf Oeno wurde kurz vor dem Zweiten Weltkrieg erneuert, als der zum Pazifikgeschwader gehörende neuseeländische Leichte Kreuzer HMNZS Leander die Inseln Oeno, Ducie und Henderson aufsuchte. Kapitän James William Rivett-Carnac hisste am 6. August 1937 den Union Jack und hinterlegte eine Plakette, die Oeno als Eigentum seiner Majestät König Georgs VI. bezeichnete.
Einmal im Jahr steuerten die Pitcairner mit ihren beiden offenen Aluminiumlangbooten die ansonsten unbewohnte Insel an, um dort einige Erholungstage mit Baden und Fischen zu verbringen, da es auf Pitcairn selbst keinen Sandstrand gibt. Die Einwohner von Pitcairn haben auf der Hauptinsel einige offene, palmblattgedeckte Hütten zum Kochen und Wohnen errichtet. Wegen mangelnder Wartung und Reparaturen ist der Zustand der Langboote für Hochseefahrten unzureichend. Der weitestgehende Verlust von seefahrerischen Kenntnissen und Fähigkeiten hat zur Folge, dass keine Fahrten außerhalb des Sichtbereiches der Insel mehr möglich sind.